# Ruth Leuwerik
Ruth Leuwerik, née à Essen (république de Weimar) le 23 avril 1924 et morte à Munich le 12 janvier 2016, est une actrice allemande de cinéma.

## Biographie et carrière
Ruth Leuwerik a joué dans 34 films entre 1950 et 1977 et est surtout connue pour son interprétation de Maria von Trapp dans La Famille Trapp et Die Trapp-Familie in Amerika. Dans les années 1950, elle forme avec Dieter Borsche le couple idéal du cinéma allemand. En 1962, elle joue dans Die Rote, un film d'Helmut Käutner, qui est présenté au 12e festival international du film de Berlin. Elle remporte le prix Bambi à cinq reprises.
Elle reçoit ses premiers engagements théâtraux au Westfälische Landestheater de Paderborn et au Städtische Bühnen de Münster. De 1947 à 1949, elle a joue au Théâtre de Brême et au Théâtre de Lübeck, de 1949 à 1953 au Deutsches Schauspielhaus de Hambourg. Durant la saison 1950/51 elle joue dans la pièce Intermezzo de Jean Giraudoux au théâtre Hebbel de Berlin. Son dernier rôle théâtral fut en 1955 : Eurydice dans la pièce du même nom de Jean Anouilh au théâtre de Düsseldorf (Düsseldorfer Schauspielhaus).
Elle a fait ses débuts à l'écran en 1950 dans la comédie Dreizehn unter einem Hut de Johannes Meyer où elle tient l'un des rôles principaux aux côtés de Volker von Collande et Inge Landgut.
En 1951, Ruth Leuwerik prête sa voix pour un doublage à Maureen O'Hara dans La Taverne de la Jamaïque. En 1952, elle tient le rôle principal auprès de Dieter Borsche dans Die große Versuchung (La Grande Tentation). En raison du succès de ce film, Ruth Leuwerik et Dieter Borsch tourneront ensemble d’autres films tels Königliche Hoheit (Son Altesse royale) et Königin Luise (La Reine Louise) formant ainsi, dans les années 1950, un véritable couple à l’écran,.
Après bien d’autres rôles, Ruth Leuwerik voit sa carrière reprendre un vif élan dans Die Trapp-Familie et Die Trapp-Familie in Amerika de Wolfgang Liebeneiner où elle incarne la baronne Maria Augusta von Trapp. Filmé plus tard avec Julie Andrews aux États-Unis, La Mélodie du Bonheur (1965) deviendra succès mondial.
Sous la direction de Wolfgang Liebeneiner, dans Taïga (en), film sorti en 1958, elle incarne le rôle d’une femme médecin dans un camp de prisonniers de guerre en Sibérie. En 1959, elle est à nouveau tête d’affiche aux côtés de Martin Benrath dans Die ideale Frau (La Femme idéale) de Josef von Báky puis en 1962, dans La Femme rousse d’Helmut Käutner, d'après le roman d'Alfred Andersch.
À l'occasion de son 80e anniversaire en 2004, le musée du film de Berlin lui consacre une importante rétrospective intitulée Die ideale Frau – Ruth Leuwerik und das Kino der fünfziger Jahre (La Femme idéale – Ruth Leuwerik et le cinéma des années 1950),
En 1949, Ruth Leuwerik se marie peu de temps avec l'acteur Herbert Fleischmann et de 1965 à 1967 avec le baryton allemand Dietrich Fischer-Dieskau. Jusqu'à sa mort, elle a vécu avec son troisième mari, l'ophtalmologue Heinz Purper (1920-2016).

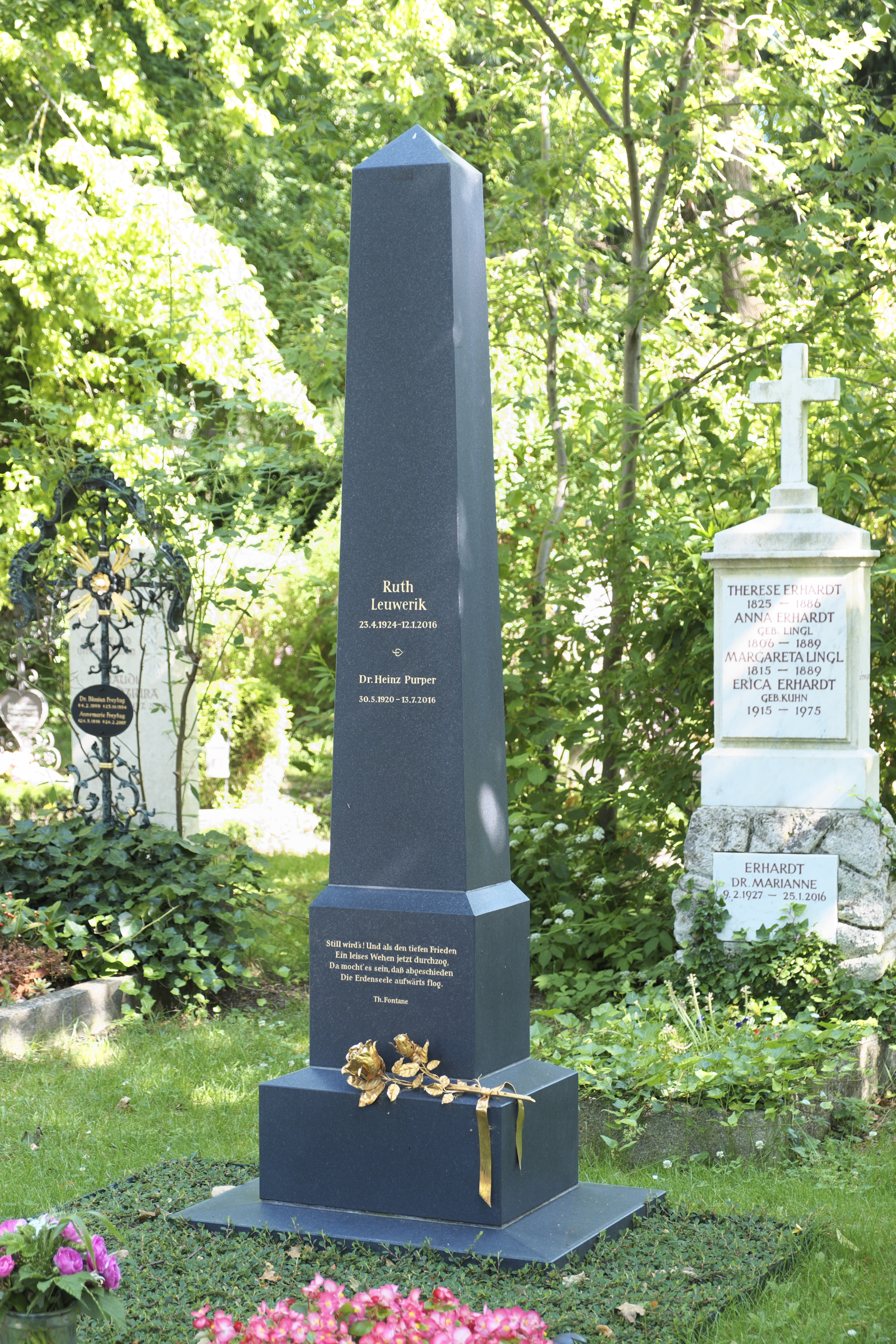
Sépulture de Ruth Leuwerik.

Elle est morte le 12 janvier 2016 à l'âge de 91 ans et est enterrée au cimetière de Nymphenburg, dans le district de Neuhausen-Nymphenburg, à Munich.

## Filmographie partielle

### Au cinéma
- 1952 : La Grande Tentation (Die große Versuchung) de Rolf Hansen
- 1953 : L'amour n'est pas un jeu (Ein Herz spielt falsch) de Rudolf Jugert
- 1953 : Son Altesse Royale (Königliche Hoheit) de Harald Braun
- 1955 : Louis II de Bavière d'Helmut Käutner
- 1955 : Effi Briest ou Roses d'automne (Rosen im Herbst) de Rudolf Jugert
- 1956 : La Famille Trapp (Die Trapp-Familie)
- 1957 : La Reine Louise (Königin Luise) de Wolfgang Liebeneiner : Louise de Mecklembourg-Strelitz
- 1957 : Au revoir Franziska de Wolfgang Liebeneiner
- 1958 : Die Trapp-Familie in Amerika
- 1958 : Dorothea, La fille du pasteur (Dorothea Angermann) : Dorothea
- 1959 : Un jour qui ne finira plus (de) (Ein Tag, der nie zu Ende geht) de Franz Peter Wirth
- 1960 : Liebling der Götter de Gottfried Reinhardt : Renate Müller
- 1962 : La Femme rousse d'Helmut Käutner
- 1963 : Das Haus in Montevideo d'Helmut Käutner
- 1963 : Elf Jahre und ein Tag de Gottfried Reinhardt
- 1963 : Le Dernier Alibi (Ein Alibi zerbricht) d'Alfred Vohrer
- 1971 : Et Jimmy alla vers l'arc-en-ciel (Und Jimmy ging zum Regenbogen) d'Alfred Vohrer
- 1977 : Unordnung und frühes Leid de Franz Seitz

### À la télévision
- 1978 : Inspecteur Derrick : Marta Schwenn (épisode 43 : Ein Hinterhalt - Une embuscade)[13]
- 1979 : Les Buddenbrook de Franz Peter Wirth (mini-série franco-allemande)
- 1983: Inspecteur Derrick: L’intrus (Der Täter schickte Blumen)[14]

## Distinctions
- 1953 : Le Bambi : Catégorie actrice allemande avec Maria Schell[15]
- 1954 : La Bande de Film (Filmband) en argent (devenu le Deutscher Filmpreis) : Meilleure actrice principale pour Geliebtes Leben
- 1956 : Membre de l’Académie des Arts et du Spectacle de Hambourg
- 1958 : Le Golden Gate Award du Festival international du film de San Francisco pour Taïga (en)[16]
- 1958 : Le Bravo Otto en bronze[17]
- 1959 : Le Bravo Otto en or[18]
- 1959–1962 : Le Bambi : Catégorie actrice allemande[19],[20],[21],[22]
- 1960 : Le Bravo Otto en argent[23]
- 1961 : Blue Ribbon Award (prix du Ruban Bleu) pour Die Trapp Familie
- 1961/62 : Le Bravo Otto en or[24],[25]
- 1963 : Le Bravo Otto en argent[26]
- 1974 : La croix d’officier de l’ordre du Mérite de la République fédérale d'Allemagne (Verdienstkreuz 1. Klasse des Verdienstordens der Bundesrepublik Deutschland)
- 1978 : La Bande de Film (Filmband) en or (devenu le Deutscher Filmpreis) pour de nombreuses années de travail exceptionnel dans le cinéma allemand

- 1978 : L’ordre bavarois du Mérite

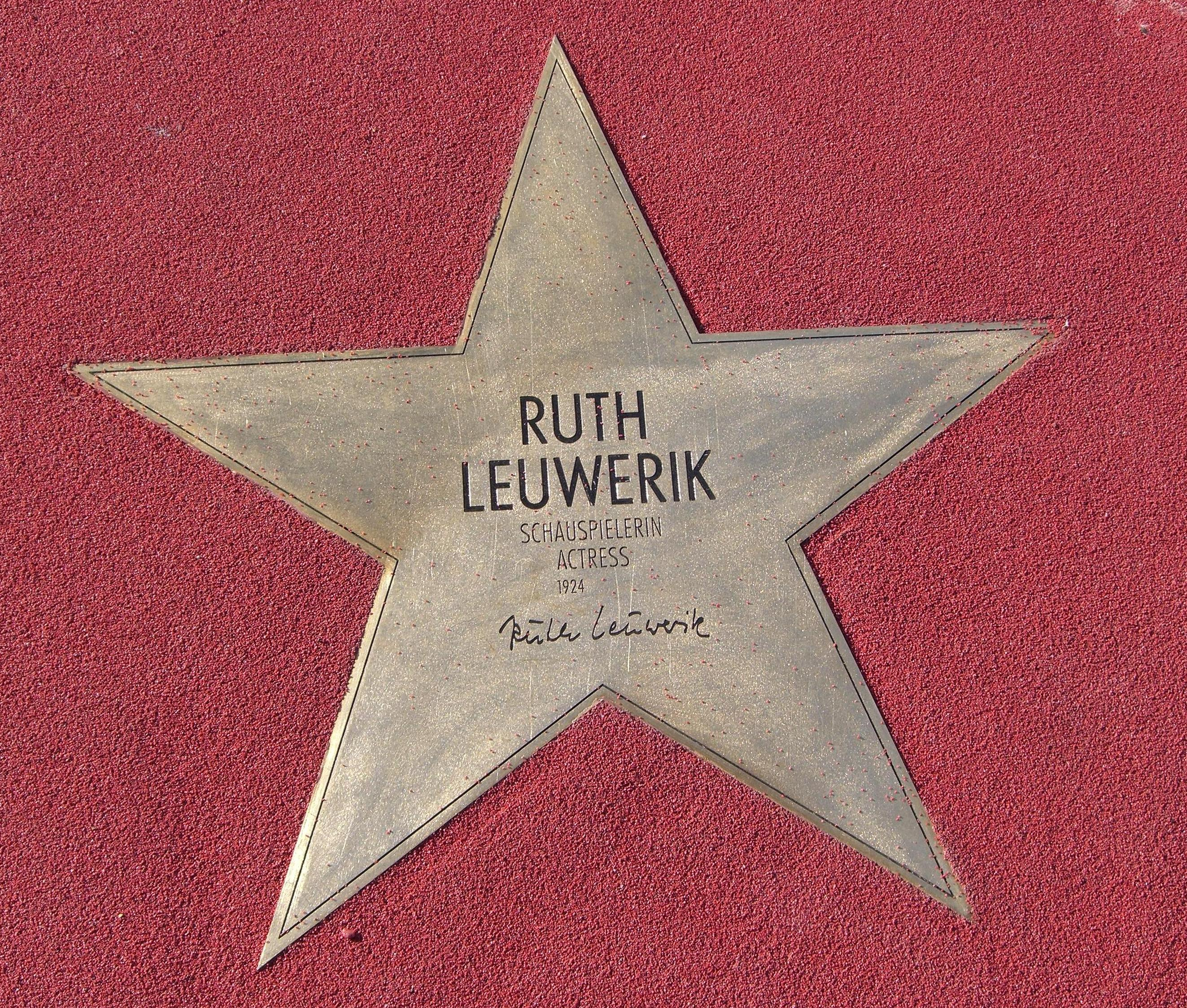
L'étoile à son nom sur le Boulevard der Stars à Berlin en 2010.

- 1980 : La croix de commandeur de l’ordre du Mérite de la République fédérale d'Allemagne (Großes Verdienstkreuz der Bundesrepublik Deutschland)
- 1991 : Le prix honorifique du Film bavarois
- 2000 : Le DIVA-Award (prix dans le domaine du divertissement décernés à Munich)
- 2004 : La médaille München leuchtet en or (médaille décernée par la ville de Munich)[27]
- 2010 : Une étoile sur le Boulevard des Stars de Berlin[28]